# Luigi Valli
Luigi Valli (Roma, 1878 – Roma, 1931) è stato un critico letterario italiano.

## Biografia
Prima discepolo poi amico fraterno di Giovanni Pascoli, si distingue come filosofo, poeta e studioso di Dante Alighieri, di cui teorizza l’appartenenza a una setta segreta chiamata “Fedeli d’Amore”. 
A lui sono dedicate tre scuole: una a Narni, il liceo classico a Barcellona Pozzo di Gotto e una scuola primaria a Bergamo, facente parte dell'Istituto Comprensivo "Edmondo De Amicis". Fu l'ultimo principe dell'Accademia degli Incolti nel 1892/1893 (prima della sua rifondazione nel 1978).

## Opere
La sua produzione letteraria e poetica fu vasta. Tra le sue opere:
- Il linguaggio segreto di Dante e dei Fedeli d'Amore. Roma 1928
- La chiave della divina commedia. Zanichelli, Bologna, 1925
- Il segreto della Croce e dell'Aquila, nella Divina commedia. Bologna, 1922
- L'allegoria di Dante secondo Giovanni Pascoli. Bologna, 1922